# Elena Tedesco
Elena Isabella Tedesco Bardi (San Salvador, 15 de octubre de 1991) es una reina de belleza de El Salvador de madre salvadoreña y padre italiano que ganó el concurso Nuestra Belleza El Salvador Mundo 2009 (equivalente a Miss El Salvador) en 2009.

## Biografía
Elena Tedesco nació en San Salvador, el 15 de octubre de 1991.

## Nuestra Belleza El Salvador Mundo 2009
Elena Tedeso fue coronada Nuestra Belleza Mundo El Salvador el 28 de agosto de 2009 en los estudios de Telecorporación Salvadoreña en San Salvador en que partciparon 14 señoritas. Elena tenía 17 años con una estatura de 1.65 m. Elena ha tenido la oportunidad de viajar desde pequeña y habla español, inglés, francés, portugués e italiano.

## Miss Mundo 2009
Elena participó en la 59 ª Miss Mundo desfile, se celebró el 12 de diciembre de 2009 en el Centro de Convenciones Gallagher en Johannesburgo, Sudáfrica.